# North Buena Vista (Iowa)
North Buena Vista – miasto w Stanach Zjednoczonych, w stanie Iowa, w hrabstwie Clayton. W 2000 liczyło 124 mieszkańców.